# Oreocallis grandiflora
Oreocallis es un género de la familia Proteaceae. Hay una sola especie, Oreocallis grandiflora. Esta planta es originaria de las regiones montañosas de Perú y Ecuador, en América del Sur.
El nombre del género deriva de las palabras griegas antiguas "Oros" montaña ", y kalli-" belleza ". Anteriormente, se consideraba que tenía varias especies en ambos lados del Océano Pacífico, sin embargo, las cuatro especies de Australasia fueron reclasificados en el género Alloxylon.
El género lo definió originalmente Robert Brown en 1810 para contener las especies australianas ahora clasificadas en otra parte, mientras que las dos especies reconocidas de América del Sur se colocaron en Embothrium, en el momento. Una reclasificación del botánico holandés Hermann Otto Sleumer, en 1954, vio estas especies transferidas a Oreocallis. Una segunda especie O. mucronata, ha sido reclasificada como O. grandiflora.

## Descripción
La especie es un árbol o arbusto que alcanza una altura de unos seis metros. Las hojas, que están dispuestas en un patrón en espiral a lo largo de las ramas, tienen hojas sencillas. Como es el caso con muchas especies en la Proteaceae, las hojas son muy variables. La forma de las hojas varía desde estrechas y alargadas hasta las que tienen forma de elipse, o cualquier otra cosa. La base de la hoja puede ser estrecha o amplia, y la punta de la hoja puede ser señalada o redondeada. Por lo general, van desde 4,8 hasta 12,7 centímetros de longitud, ocasionalmente alcanzando longitudes de 21,5 cm, y son 1.6 hasta 3.4 cm de ancho. Las hojas jóvenes son cubiertos por densos pelos rojizos, mientras que las hojas más viejas tienden a tener superficies lisas con pelos concentrados a lo largo de las venas principales en la superficie inferior de la hoja. Las plantas tienen un terminal o conflorescence lateral. Las inflorescencias, que suelen ser 7-17,5 cm de largo, pero en ocasiones tanto como 38 cm, flores oso que pueden ser blanco, rosa, amarillo o rojo. Los tépalos son en su mayoría fusionados a lo largo de su longitud, con sólo las puntas de los tépalos sin fusionar. Los granos de polen tienen tres poros, una condición que se cree que es primitivo en el Proteaceae.

## Hábitat
Oreocallis grandiflora es una especie característica de ciertos bosques semicaducos en los valles y el bosque siempreverde montano alto en los bosques andinos del sur de Ecuador y bosques esclerófilos de hoja perenne en el norte de Perú. Crece a altitudes entre 1.200 y 3.800 m sobre el nivel del mar. Tolera la perturbación del hábitat, y puede ser ampliando su radio de acción en respuesta a la creciente actividad humana.
Florece durante todo el año. Las flores son visitadas por varias especies de colibríes incluyendo Metallura tyrianthina, Aglaeactis cupripennis y Coeligena iris.

## Taxonomía

### Historia taxonómica
Junto con Telopea, Alloxylon y Embothrium, Oreocallis constituye un pequeño grupo de terminales a menudo plantas vistosas flores rojas esparcidas alrededor de los bordes meridionales de la cuenca del Pacífico. Conocido como el Embothriinae, este es un antiguo grupo de raíces a mediados del Cretácico, cuando Australia, Antártida y Sudamérica estaban vinculados por tierra. Casi todas estas especies tienen flores terminales de color rojo, y por lo tanto el origen de la subtribu y aspecto floral deben preceder la división de Gondwana en Australia, la Antártida y América del Sur hace más de 60 millones de años. El lugar destacado y llamativo color de muchas especies de la subtribu tanto en Australia y América del Sur sugieren que están adaptadas a la polinización por aves, y desde hace más de 60 millones de años. Triporopollenites ambiguus es un antiguo miembro de la proteaceae conocida sólo a partir de depósitos de polen, descritas originalmente de los depósitos del Eoceno en Victoria. El polen fósil se parece mucho a la de T. truncata, Alloxylon pinnatum, así como O. grandiflora.
La especie tipo, Oreocallis grandiflora, es una planta con el terminal rojo llamativo, inflorescencias de color amarillo o blanco rosado que se encuentran en las zonas montañosas de Perú y sur de Ecuador. Originalmente fue descrito por el naturalista francés Jean-Baptiste Lamarck en 1786 como Embothrium grandiflora. Robert Brown usó como la especie tipo del género Oreocallis cuando circunscrito al género es 1810. Según lo previsto por Brown, el género incluye dos especies de América del Sur y Australia, pero en 1991, Peter Henry Weston y Michael Douglas Crisp dividen las especies australianas de Oreocallis y ubicándolas en un nuevo género, Alloxylon.
En 1954, el botánico holandés Hermann Sleumer divide O. grandiflora en dos especies, la colocación de las personas con las hojas y las ramitas suaves y flores pálidas, blancas o rosadas en una nueva especie, O. mucronata, dejando a las personas con las hojas y las ramitas peludos y oscuros rojos flores en O. grandiflora. Terence Dale Pennington rechazó división de Sleumer, argumentando que la vellosidad de las hojas y las ramitas a menudo variaba dentro de los individuos, y no varió constantemente con el color de las flores. Weston y Crisp también sugirieron que las diferencias en el color de las flores y el ángulo en que se celebran las flores maduras pueden justificar esta división. Mientras Pennington reconoció que existen diferencias entre estos personajes, sostuvo que la variación era continua y no el tipo de variación binaria que justifique una división en dos especies. Pero reconoció, sin embargo, que esta diferencia puede ser más evidente en las plantas vivas y sugirió que se necesitan más estudios.

## Usos
La planta se utiliza para leña, muebles/carpintería; su "madera marrón agradablemente moteado crema-blanco, rosado y pálido" se utiliza para trabajos de incrustación y bordes de tableros de ajedrez. También tiene usos medicinales. Las semillas se comen en el sur de Ecuador.

## Nombres comunes
- chaqpa, cucharilla, tzacpa[3]
- catas del Perú, cucharillas del Perú, machin-parrani del Perú, picahuai del Perú[4]